# Station Zelzate
Station Zelzate is een spoorwegstation langs lijn 55 (Gent - Terneuzen), lijn 55A (Zelzate - Eeklo) en lijn 77 (Zelzate - Sint-Gillis-Waas) in de gemeente Zelzate.
In de jaren 1960 werd het kanaal Gent-Terneuzen verbreed en gedeeltelijk verlegd in Zelzate en Sluiskil. In Zelzate kreeg de spoorlijn vanaf 1965 een nieuw, meer westelijk tracé en een nieuw meer westelijk gelegen station. Dit nieuwe station was echter enkel een goederenstation.
Er zijn plannen om opnieuw personenvervoer tussen Zelzate en Gent te laten rijden, maar dan via spoorlijn 204 (aan de andere kant van het kanaal).
0,0: Gent-Sint-Pieters ·
3,9: Drongensesteenweg ·
4,6: Mariakerke ·
6,2: Eecloweg ·
7,8: Lindestraat ·
8,6: Wondelgem ·
12,1: Langerbrugge ·
15,0: Doornzele ·
16,4: Terdonck-Cluysen ·
19,8/21,1: Ertvelde ·
22,2/23,5: Klein-Rusland ·
23,4/24,7: Zelzate ·
17: Sas van Gent ·
22: Philippine ·
24: Sluiskil brug ·
26/63: Sluiskil ·
31/68: Terneuzen
0,0: Zelzate ·
4,4: Assenede ·
8,8: Boekhoute ·
11,5: Bassevelde ·
15,4: Kaprijke ·
18,2: Lembeke ·
22,3: Eeklo
0,0: Sint-Gillis-Waas ·
4,4: Kemzeke ·
6,4: Stekene ·
11,1: Klein-Sinaai ·
15,2: Moerbeke-Waas ·
20,0: Wachtebeke ·
23,0: Zelzate-Kanaal ·
26,8: Zelzate